# آکو (فیلم)
آکو فیلمی به کارگردانی نبی قلی‌زاده و نویسندگی محمدرضا یاری‌کیا، محصول ۱۳۹۶ ایران است. تهیه‌کنندهٔ آن رحمت‌الله مهدیانی می‌باشد. این فیلم دومین همکاری قلی‌زاده و یاری‌کیا در زمینه ساخت فیلم بلند می‌باشد. آکو اولین‌بار در تابستان ۱۳۹۶ در سی‌امین جشنواره فیلم کودک و نوجوان اصفهان اکران شد و تا تاریخ ۱۳ آذر ۱۳۹۷ در پنج جشنواره بین‌المللی در بخش رقابتی پذیرفته شده است و در کشورهای برزیل، ترکیه، هند و ونیز ایتالیا به اکران درآمده است.
«آکو» به عنوان نماینده سینمای ایران در بخش رقابتی جشنواره فیلم‌های «کودکان جهانی» شهر استانبول ترکیه به نمایش درآمد. جایزه بهترین فیلم داستانی تجربی جشنواره LIFFT هندوستان به آکو تعلق گرفت. جشنواره آمریکایی فیلمساز مستقل بزرگ آینده میزبان بعدی فیلم سینمایی آکو بود که این جشنواره در راستای معرفی فیلمسازان جوان و مستقل در اقسا نقاط دنیا فعالیت دارد. جشنواره RAGFF ونیز ایتالیا مهم‌ترین جایزه خود یعنی بهترین فیلم داستانی بلند را به فیلم آکو اهدا کرد. این جشنواره برای نخستین بار در ایتالیا برگزار شد و فیلم آکو تنها نماینده ایران در این جشنواره بود.

## خلاصه داستان
در خلاصه داستان این فیلم آمده است که «آکو» نوجوانی کرد برای باربری به بازار تهران آمده است. او مسئولیت حمل یک بار قیمتی را بر عهده می‌گیرد. دزدیده شدن این بار موجب وقوع حوادث و پیامدهایی برای آکو می‌گردد.

## عوامل فیلم
- تهیه‌کنندگان: رحمت‌الله مهدیانی، نبی قلی‌زاده
- کارگردان: نبی قلی‌زاده
- مدیر فیلمبرداری: حسین فاطمیان
- نویسنده: محمدرضایاری کیا
- صدابردار :علیرضا نوین نژاد
- طراح گریم: سمیرا گودرزی
- منشی صحنه: سارا داوری
- عکاس: رقیه حیدری
- دستیار یک و برنامه‌ریز: محمدرضایاری کیا
- مدیر تولید: سعید سیف
- تدوین: روح‌الله کریمی
- طراح صحنه و لباس: سجاد وادی زاده
- آهنگساز: امیرحسین اله‌دادی
- طراحی و ترکیب صدا: محمد مهدی جواهری زاده
- بازیگران: علی محمدزاده، پیمان شمس، حاتم میرزایی، غلامرضا بخشی، بهنام سرلک، امیر برغمدی، هادی موسوی، حمید فرجامی منش، طیبه قاسمی
- دستیار دو: امیر اسدزاده
- مترجم: دانیال حسینی
- پخش بین‌الملل: محمد رضایاری کیا[۷]

## جوایز
- بهترین فیلم بلند سینمایی جشنوارهٔ RAGFF ونیز، ایتالیا ۲۰۱۸
- بهترین فیلم داستانی تجربی جشنوارهٔ LIFFT، هندوستان ۲۰۱۸